# Planaphrodes bella
Planaphrodes bella är en insektsart som beskrevs av Choe 1981. Planaphrodes bella ingår i släktet Planaphrodes och familjen dvärgstritar. Inga underarter finns listade i Catalogue of Life.